# 达芬奇号探测器
'达芬奇号+'(DEEP ATMOSPHERE VENUS
INVESTIGATION OF NOBLE GASES;
CHEMISTRY, AND IMAGING, PLUS簡稱：DAVINCI+，中文為金星深层大气层稀有气体、化学成分调查及成像)（以下会简称为达芬奇号）是一艘拟议中的金星大气层探测器。在2015年美国宇航局探索计划提案中，曾落败于灵神星号和露西号，2019年7月1日它被再次提出，於2020年2月13日入围，並於2021年被選為探索計劃第16次任務。
“达芬奇号”将在下降过程中研究金星大气层的化学成分，“达芬奇”探测器将穿过金星大气层，对空气进行采样，并传回测量结果直止降落在金星表面，这些测量对理解金星大气层的起源和演变以及如何和为何与地球和火星不同极其重要。达芬奇号的测量结果将揭示金星上水的历史以及低层大气层中化学作用的过程。在到达地表之前，“达芬奇号”探测器将首次拍摄这颗行星上引人入胜的脊状地形(“镶嵌地块”)照片，以探索它的起源和构造、火山运动和风化史。

## 项目提案
“达芬奇”是2015年提交的数十项提案之一，有可能成为美国国家航空航天局探索计划的第13号任务，美国宇航局第13号探索任务的计划预算为4.5亿美元。2015年9月30日，它曾入选最终五个候选项目之一。但在2017年1月4日，灵神星号和露西号两项提案最后胜出，分别成为第13号和第14号探索任务。
“达芬奇号”项目的主要研究者是美国宇航局戈达德太空飞行中心的“詹姆斯·加尔文”(James B. Garvin)。

## 目标
继对金星五次聚焦于遥感观测的轨道任务(金星15号、金星16号、麦哲伦号、金星快车号、破晓号)后，达芬奇号将成为自1986年以来第一艘以金星大气层为目标的探测器，达芬奇号将直接测量大气层三分之二以下的部分。
达芬奇号的科学家们将探索金星大气层是如何形成以及随着时间的推移所发生的变化，包括金星上的水发生了什么。这一发现将有助于科学家理解金星和地球为何在成熟时分别走上如此不同的演变道路，并为其他恒星系（系外行星）中岩石行星的研究提供另一个比较点。
达芬奇号的实地测量将答复美国国家研究委员会行星科学十年期调查目前为金星实地探险器(VISE)所制定的有关金星大气组成的多个问题。

### 目标
- 大气层起源和演化：了解金星大气层的起源、如何演化以及与地球和火星大气层的不同之处。
- 大气成分和表面相互作用：了解金星上水的历史和低层大气层中的化学作用过程。
- 表面性质：深入了解镶嵌地形的起源及其构造、火山运动及风化史。

## 探测设备
“达芬奇号”探测器通过对惰性气体、微量气体及同位素和温度、压力、风的探测以及表面成像，以解决美国宇航局高优先级的科学十年问题。

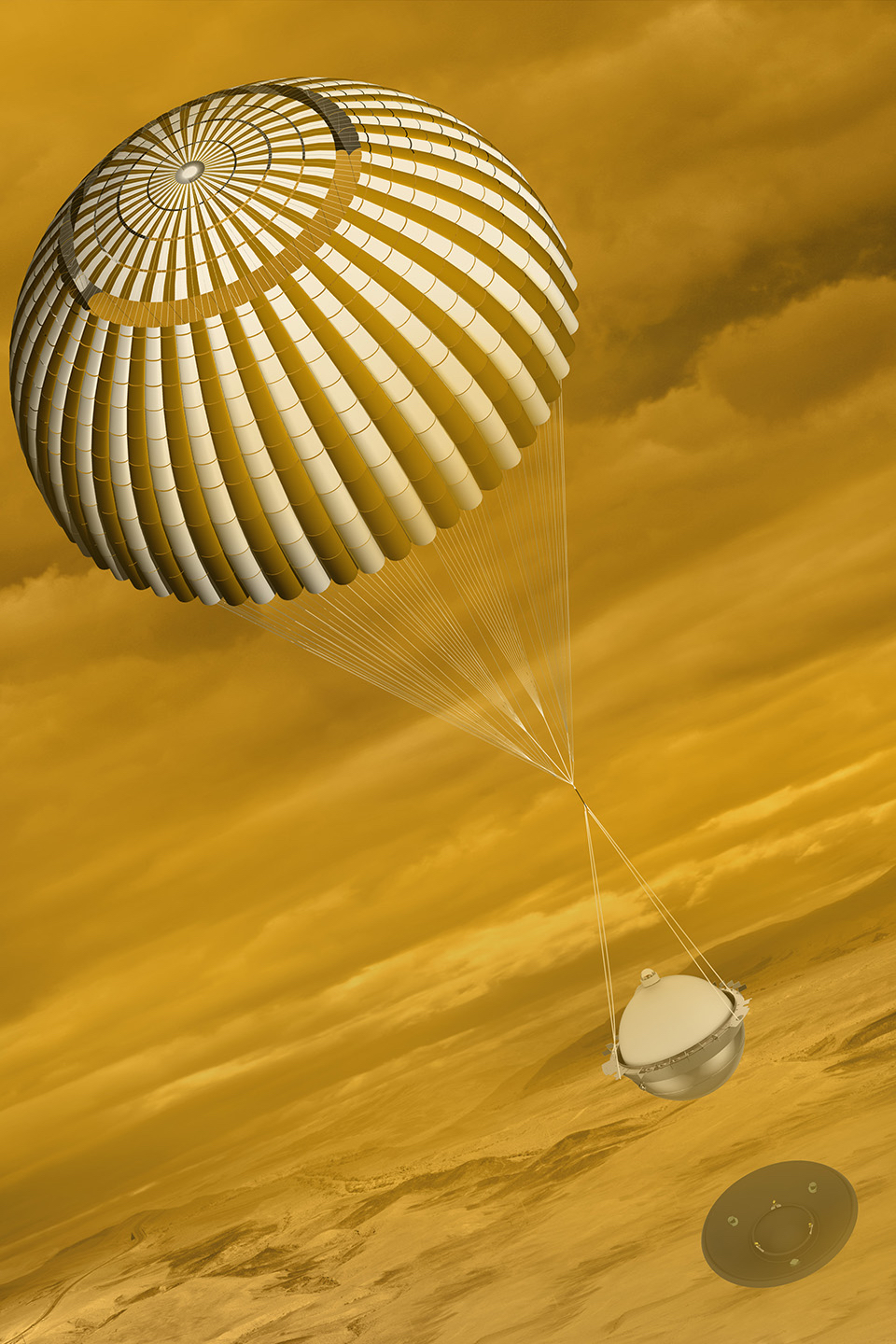
在63分钟的下降过程中，“达芬奇号”探测器将收集并传回金星大气成分的测量值。

“达芬奇号”探测器上的金星分析实验室(VAL)设备将在整个下降过程中提供高保真的协同测量，特别是在高层云层和未探测的近地表环境中。金星分析实验室的设计基于好奇号火星车上的样品分析(SAM)仪器，SAM仪器测量了火星大气的化学和同位素组成，并发现了火星上首个有机物的确凿证据。“达芬奇号”上的四种科研设备是：
 
金星质谱仪(VMS)
金星质谱仪拟由美国宇航局戈达德太空飞行中心(GSFC)制造，它将对金星稀有气体及微量气体的实施第一次全面的“实地”调查，并有能力发现金星大气层中新的气体种类。金星质谱仪类似于“好奇号上的四极杆质谱计(QMS)。
 
金星可调谐激光光谱仪(VTLS)
拟由美国宇航局喷气推进实验室(JPL)制造，金星可调谐激光光谱仪将首次对金星目标微量气体和相关同位素比率进行高灵敏度“实地”测量，以解决有关高层云和近地环境中化学过程的关键科学问题。该设备类似于“好奇号上 火星可调谐激光光谱仪(TLS)。
 
金星大气结构侦测仪(VASI)
金星大气结构侦测仪拟由美国宇航局戈达德太空飞行中心(GSFC)使用经飞行验证的传感器来制作，它将提供进入和下降期间金星大气层结构和动力测量，为化学测量提供背景，并确保重建探测器的下降轨迹。
 
金星下降成像仪(VenDI)
拟由马林太空科学系统公司(MSS)制造，金星下降成像仪将提供下降区镶嵌地形的高对比度图像。该设备类似“好奇号”火星车上的桅杆相机、下降成像仪和机械臂末端透镜成像仪。

## 另请参阅
- 真相号探测器，提议的金星轨道器，也在探索计划的候选名单上
- 先驱者金星联合探测器，以前的金星大气层探测器(1978年)
- 伽利略号探测器，伽利略轨道飞行器的木星大气探测器(1995年)